# Grota nad Małą Przełączką
Grota nad Małą Przełączką – jaskinia w Dolinie Tomanowej w Tatrach Zachodnich. Wejście do niej znajduje się w grani Rzędów Tomanowych, nad Małą Przełączką, w pobliżu Tomanowej Szczeliny I, na wysokości 1990 metrów n.p.m. Długość jaskini wynosi 7 metrów, a jej deniwelacja 4,5 metrów.

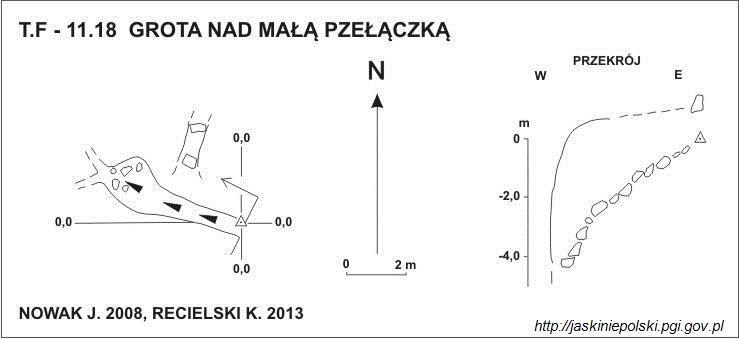
Plan jaskini

## Opis jaskini
Jaskinię stanowi szczelinowy, idący stromo w dół korytarz zaczynający się w małym otworze wejściowym, rozszerzający się po kilku metrach i kończący szczeliną nie do przejścia.

## Przyroda
W jaskini brak jest nacieków. Ściany są wilgotne, nie ma na nich roślinności.

## Historia odkryć
Jaskinię odkryli oraz sporządzili jej plan i opis Joanna i Jakub Nowakowie w 2008 roku.